# Gabler (Zillertaler Alpen)
Der Gabler ist ein 3263 m ü. A. hoher Berg in den östlichen Zillertaler Alpen im österreichischen Land Salzburg, Gemeinde Krimml, 200 Meter östlich der Grenze zu Tirol (Gemeinde Brandberg). Er gehört zur Reichenspitzgruppe, benachbarte Berge sind Reichenspitze (3303 m), Richterspitze (3052 m) und Wildgerlosspitze (3280 m).

## Routen zum Gipfel

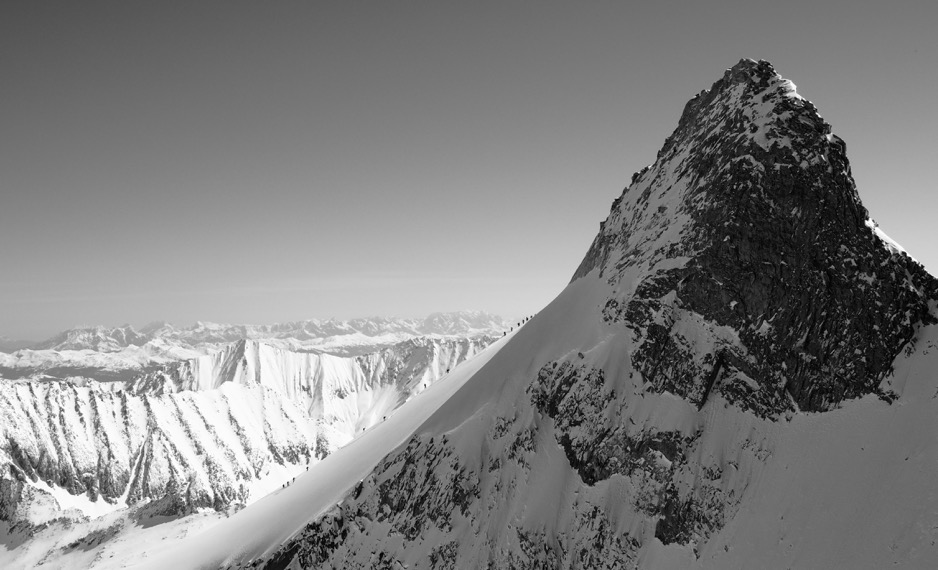
Bergsteiger am Gabler

Die Skitour auf den Gabler ist eine der großen Frühjahrstouren in den Ostalpen. Der Aufstieg erfolgt nordseitig vom Gerlospass, am Speicher Durlassboden vorbei zum Gasthaus Finkau (ganzjährig geöffnet), weiter über die Triessel-Alm ins Wildgerlostal zur Zittauer Hütte. Von dort bis auf ca. 3000 m zum großen Schneekolk und zur Glatze. Vom Skidepot zu Fuß zum Gipfel (Schwierigkeitsgrad II).